# Aphaostracon pycnum
Aphaostracon pycnum är en snäckart som beskrevs av F. G. Thompson 1968. Aphaostracon pycnum ingår i släktet Aphaostracon och familjen tusensnäckor. Inga underarter finns listade i Catalogue of Life.